# Kabinett Okada

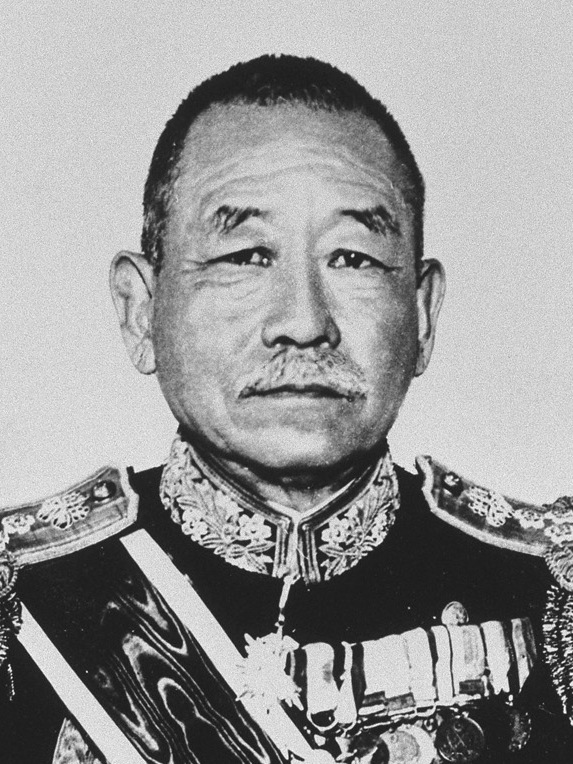
Porträt von Okada Keisuke (1868–1952)

Das Kabinett Okada (jap. 岡田内閣, Okada naikaku) regierte Japan unter Führung von Premierminister Okada Keisuke vom 8. Juli 1934 bis zum 9. März 1936.
Finanzminister Takahashi Korekiyo wurde beim Putschversuch vom 26. Februar 1936 getötet.
| Amt                                     | Name                                                                          | Kammer (Wahlkreis) | Fraktion |
| --------------------------------------- | ----------------------------------------------------------------------------- | ------------------ | -------- |
| Premierminister                         | Okada Keisuke Gotō Fumio war vom 26. bis 29. Februar 1936 amtierender Premier |                    |          |
| Außenminister                           | Hirota Kōki                                                                   |                    |          |
| Innenminister                           | Gotō Fumio                                                                    |                    |          |
| Finanzminister                          | Fujii Sanenobu bis 26. November 1934                                          |                    |          |
| Finanzminister                          | Takahashi Korekiyo bis 26. Februar 1936                                       |                    |          |
| Finanzminister                          | Machida Chūji is zum 9. März 1936                                             |                    |          |
| Heeresminister                          | Hayashi Senjūrō bis 3. September                                              |                    |          |
| Heeresminister                          | Kawashima Yoshiyuki bis zum 9. März 1936                                      |                    |          |
| Marineminister                          | Ōsumi Mineo                                                                   |                    |          |
| Justizminister                          | Ohara Naoshi                                                                  |                    |          |
| Kultusminister                          | Matsuda Genji bis 1. Februar 1936                                             |                    |          |
| Kultusminister                          | Kawasaki Takukichi bis zum 9. März 1936                                       |                    |          |
| Minister für Landwirtschaft und Forsten | Yamazaki Tatsunosuke                                                          |                    |          |
| Minister für Industrie und Handel       | Machida Chūji                                                                 |                    |          |
| Minister für Kommunikation              | Tokonami Takejirō bis 8. September 1935                                       |                    |          |
| Minister für Kommunikation              | Okada Keisuke bis 12. September 1935                                          |                    |          |
| Minister für Kommunikation              | Mochizuki Keisuke bis zum 9. März 1936                                        |                    |          |
| Eisenbahnminister                       | Uchida Nobuya                                                                 |                    |          |
| Kolonialminister                        | Okada Keisuke bis 25. Oktober 1934                                            |                    |          |
| Kolonialminister                        | Kodama Hideo bis zum 9. März 1936                                             |                    |          |

## Andere Positionen
| Amt                        | Name                                  |
| -------------------------- | ------------------------------------- |
| Chefkabinettssekretär      | Kawada Isao bis 20. Oktober 1934      |
| Chefkabinettssekretär      | Yoshida Shigeru bis 11. März 1935     |
| Chefkabinettssekretär      | Shirane Takesuke bis zum 9. März 1936 |
| Leiter des Legislativbüros | Kanamori Tokujirō bis 11. Januar 1936 |
| Leiter des Legislativbüros | Ōhashi Hachirō bis zum 9. März 1936   |